# Félix Díaz
Félix Díaz Prieto (Oaxaca de Juárez, 17 febbraio 1868 – Veracruz, 9 luglio 1945) è stato un generale e politico messicano, noto per aver partecipato alla rivoluzione messicana.

## Biografia

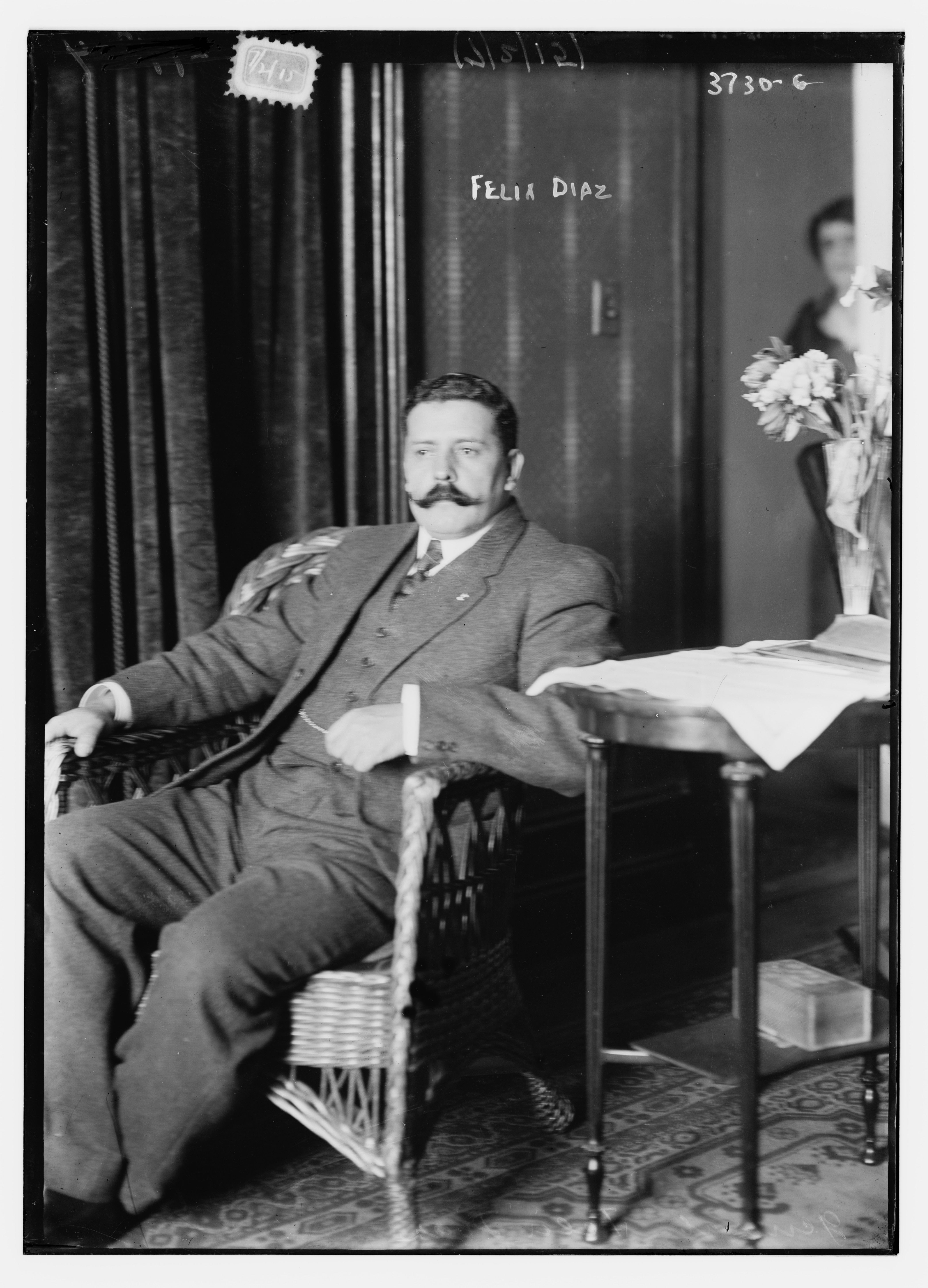
Díaz nel 1915

Era il figlio di Félix Díaz Mori, fratello di Porfirio Díaz. Come nipote del presidente, durante il Porfiriato occupò varie posizioni politiche. Dopo le dimissioni dello zio e l'elezione di Francisco Madero, si unì a Victoriano Huerta e Bernardo Reyes, per iniziare la ribellione contro il nuovo presidente. Díaz venne catturato nell'ottobre 1912 e condannato a morte per tradimento, anche se Madero decise in seguito di commutare la pena in carcere a vita.
Díaz riuscì a scappare dal carcere durante il colpo di Stato chiamato La Decena trágica, Decade tragica (9 - 19 febbraio 1913), che imprigionò e in seguito uccise Madero e il suo vicepresidente José María Pino Suárez. Pochi giorni dopo l'arresto di quest'ultimo, Díaz firmò l'Embassy Pact (Patto dell'ambasciata), un accordo che permise a Huerta di diventare presidente e che gli diede la possibilità di candidarsi per le elezioni successive. Huerta non rispettò i patti e mandò Félix in Giappone come ambasciatore. Al suo ritorno venne continuamente tartassato da Huerta, tanto da venire esiliato a New York e poi a L'Avana.
Tornò in Messico nel maggio 1916 e fondò l'Esercito Riorganizzatore Nazionale (Ejército Reorganizador Nacional), con cui avrebbe dovuto combattere per essere insediato come presidente ma che tuttavia non ebbe un gran successo. L'anno seguente dopo la promulgazione della nuova Costituzione de iure democratica, Díaz cercò di farsi promotore di una contro-rivoluzione ma anche stavolta ottenne solo un fallimento. I suoi sforzi furono pressoché inutili, e il generale venne costretto a ritirarsi nel sud del Messico.
Nel 1920 venne nuovamente esiliato. Tornò nel 1937 e si stabilì a Veracruz, dove morì nel 1945.
Le forze rivoluzionarie che durante la Rivoluzione auspicavano a una sua elezione come presidente con metodi autoritari presero il nome di Felicisti (Felicistas) e da loro nacque l'Esercito Riorganizzatore Nazionale.